# Brontypena
Brontypena is een geslacht van vlinders van de familie spinneruilen (Erebidae), uit de onderfamilie Calpinae.

## Soorten
- B. eximia Pagenstecher, 1886
- B. lutea Bethune-Baker, 1908
- B. ochrocuprea Pagenstecher, 1894
- B. pellocrossa Prout, 1932